# Gianroberto Casaleggio
Pour les articles homonymes, voir Casaleggio.
Gianroberto Casaleggio, né le 14 août 1954 à Milan et mort le 12 avril 2016 dans la même ville, est un homme politique italien. Responsable éditorial du blog de Beppe Grillo, il était le cofondateur du Mouvement 5 étoiles, qualifié par certains de « gourou » en raison de son rôle d'idéologue du Mouvement,.

## Biographie
Il commence sa carrière dans l'entreprise Olivetti.
En 2004, il fonda l'entreprise de conseils Casaleggio Associati (commerce électronique).
Rôle politique important décrit dans l’essai de Giuliano da Empoli les ingénieurs du chaos (ed. Folio Actuel (2019)).
À sa mort c'est son fils Davide Casaleggio qui lui succèdera, notamment dans le mouvement Mouvement 5 étoiles.

## Analyses
Selon le sociologue Massimo Introvigne, l'idéologie de Casaleggio a agrégé les croyances gnostiques, la philosophie d'Alexandre Saint-Yves d'Alveydre (créateur du concept de synarchie) et les romans de Philip K. Dick.

## Publications
- avec Beppe Grillo, Siamo in guerra. Per una nuova politica, Adagio, 2011
- avec Dario Fo et Beppe Grillo, Il Grillo canta sempre al tramonto, Adagio, 2013
- avec Merlino, Movie Bullets', Adagio, 2013